# Andersonville (Georgia)
Andersonville ist eine City im Sumter County im US-Bundesstaat Georgia mit 237 Einwohnern (Stand: 2020).

## Geographie
Andersonville liegt rund 15 km nordöstlich von Americus sowie etwa 200 km südlich von Atlanta.

### Klima
|                        | Jan  | Feb  | Mär  | Apr  | Mai  | Jun  | Jul  | Aug  | Sep  | Okt  | Nov  | Dez  |   |      |
| Mittl. Temperatur (°C) | 8,9  | 10,3 | 14,1 | 18,2 | 22,6 | 26   | 27   | 26,8 | 24,4 | 19   | 13,4 | 9,6  | ⌀ | 18,4 |
| Mittl. Tagesmax. (°C)  | 14,9 | 16,7 | 20,9 | 25,2 | 29,4 | 32,4 | 32,9 | 32,8 | 30,6 | 25,8 | 20,2 | 15,7 | ⌀ | 24,8 |
| Mittl. Tagesmin. (°C)  | 2,9  | 3,9  | 7,4  | 11,1 | 15,7 | 19,6 | 21,1 | 20,8 | 18,3 | 12,2 | 6,7  | 3,5  | ⌀ | 12   |
|                        |      |      |      |      |      |      |      |      |      |      |      |      |   |      |
| Niederschlag (mm)      | 119  | 121  | 136  | 96   | 88   | 108  | 141  | 117  | 88   | 58   | 75   | 109  | Σ | 1256 |
|                        |      |      |      |      |      |      |      |      |      |      |      |      |   |      |
| Sonnenstunden (h/d)    | 10,8 | 11,5 | 12,4 | 13,4 | 14,3 | 14,7 | 14,5 | 13,7 | 12,7 | 11,8 | 10,9 | 10,5 | ⌀ | 12,6 |
|                        |      |      |      |      |      |      |      |      |      |      |      |      |   |      |
| Regentage (d)          | 9    | 8    | 9    | 7    | 7    | 10   | 12   | 10   | 7    | 5    | 6    | 8    | Σ | 98   |

| 2,9 |

| 3,9 |

| 7,4 |

| 11,1 |

| 15,7 |

| 19,6 |

| 21,1 |

| 20,8 |

| 18,3 |

| 12,2 |

| 6,7 |

| 3,5 |

| 2,9 |

| 3,9 |

| 7,4 |

| 11,1 |

| 15,7 |

| 19,6 |

| 21,1 |

| 20,8 |

| 18,3 |

| 12,2 |

| 6,7 |

| 3,5 |

## Geschichte
Das kleine Dorf Anderson wurde 1853 nach John Anderson, einem Direktor der South Western Railroad benannt, als die Strecke von Oglethorpe nach Americus verlängert wurde. Der Ort war als Anderson Station bekannt, bis im November 1855 die US-Post-Stelle eröffnete. Die Regierung benannte den Ort von „Anderson“ in „Andersonville“ um, um eine Verwechslung mit der Poststelle in Anderson (South Carolina) zu vermeiden.
Während des Bürgerkrieges richtete die konföderierte Armee das Camp Sumter in Andersonville ein, um ankommende Kriegsgefangene der Union unterzubringen. Das überfüllte Andersonville-Gefängnis war berüchtigt für seine schlechten Bedingungen, unter denen fast 13.000 Gefangene starben.
In der Kriegszeit diente die Stadt auch als Versorgungslager. Es umfasste ein Postamt, ein Depot, eine Schmiede und einen Stall, einige Gemischtwarenläden, zwei Salons, eine Schule, eine Methodistenkirche und etwa ein Dutzend Häuser. Ben Dykes, dem das Grundstück gehörte, auf dem das Gefängnis gebaut wurde, war sowohl Depotagent als auch Postmeister.
Bis zur Errichtung des Gefängnisses war das Gebiet vollständig von der Landwirtschaft abhängig, unterstützt von dunkelrotbraunem, sandigem Lehm, der später als Greenville- und Red Bay-Bodenreihe kartiert wurde. Nach der Schließung des Gefängnisses und dem Ende des Krieges war die Stadt weiterhin wirtschaftlich von der Landwirtschaft abhängig, vor allem vom Anbau von Baumwolle als Rohstoffpflanze. Die Stadt hat sich im Laufe der Jahre kaum verändert.
Erst 1968, als der groß angelegte Abbau von Kaolin, Kaolin Bauxit und Bauxit durch ''Mulcoa, Mullite Company of America'' begann, änderte sich das Stadtbild grundlegend. Auf einer Fläche von rund 8,1 km2 (2000 acres) werden wöchentlich mehr als 2000 Tonnen raffineriertes Erz in Andersonville abgebaut.
1974 beschlossen der langjährige Bürgermeister Lewis Easterlin und eine Gruppe besorgter Bürger, den Tourismus in der Stadt zu fördern; sie betonten ihre Geschichte und bauten die Hauptstraße so um, dass sie wie während des amerikanischen Bürgerkriegs aussah. Die Stadt Andersonville und die Andersonville National Historic Site, Standort des Gefangenenlagers, sind mittlerweile zu einer beliebten Attraktion für Touristen geworden.

## Demographische Daten
Laut der Volkszählung von 2010 verteilten sich die damaligen 255 Einwohner auf 98 bewohnte Haushalte, was einen Schnitt von 2,60 Personen pro Haushalt ergibt. Insgesamt bestehen 141 Haushalte. 
73,5 % der Haushalte waren Familienhaushalte (bestehend aus verheirateten Paaren mit oder ohne Nachkommen bzw. einem Elternteil mit Nachkomme) mit einer durchschnittlichen Größe von 2,90 Personen. In 34,7 % aller Haushalte lebten Kinder unter 18 Jahren sowie in 29,6 % aller Haushalte Personen mit mindestens 65 Jahren.
24,8 % der Bevölkerung waren jünger als 20 Jahre, 24,3 % waren 20 bis 39 Jahre alt, 29,1 % waren 40 bis 59 Jahre alt und 22,0 % waren mindestens 60 Jahre alt. Das mittlere Alter betrug 42 Jahre. 46,3 % der Bevölkerung waren männlich und 53,7 % weiblich.
60,8 % der Bevölkerung bezeichneten sich als Weiße, 35,3 % als Afroamerikaner und 1,6 % als Indianer. 0,8 % gaben die Angehörigkeit zu einer anderen Ethnie und 1,6 % zu mehreren Ethnien an. 3,1 % der Bevölkerung bestand aus Hispanics oder Latinos.
Das durchschnittliche Jahreseinkommen pro Haushalt lag bei 29.792 USD, dabei lebten 22,4 % der Bevölkerung unter der Armutsgrenze.

## Sehenswürdigkeiten
Die Andersonville National Historic Site und die Pennington-Horne Lithic Site sind im National Register of Historic Places gelistet.

## Verkehr
Andersonville wird von den Georgia State Routes 49, 228 und 271 durchquert. Der nächste Flughafen ist der Columbus Metropolitan Airport (rund 100 km nordwestlich).